# Chris Nielsen
Chris Nielsen, född 16 februari 1980, är en tanzanianskfödd kanadensisk före detta professionell ishockeyspelare som tillbringade två säsonger i den nordamerikanska ishockeyligan National Hockey League (NHL), där han spelade för ishockeyorganisationen Columbus Blue Jackets. Han producerade 14 poäng (Sex mål och åtta assists) samt drog på sig åtta utvisningsminuter på 52 grundspelsmatcher. Nielsen spelade också på lägre nivåer för Syracuse Crunch, Chicago Wolves, Manitoba Moose och San Antonio Rampage i American Hockey League (AHL), Kassel Huskies i Deutsche Eishockey Liga (DEL), Laredo Bucks i Central Hockey League (CHL) och Calgary Hitmen i Western Hockey League (WHL).
Han draftades i andra rundan i 1998 års draft av New York Islanders som 36:e spelare totalt.

## Statistik
| 1995–1996  | Southwest Cougars Midget AAA | MMHL       | 39  | 37 | 35  | 72  | 59  | —  | —  | —  | —  | —  |
|            | Calgary Hitmen               | WHL        | 6   | 0  | 0   | 0   | 0   | —  | —  | —  | —  | —  |
| 1996–1997  | Calgary Hitmen               | WHL        | 61  | 11 | 19  | 30  | 39  | —  | —  | —  | —  | —  |
| 1997–1998  | Calgary Hitmen               | WHL        | 68  | 22 | 29  | 51  | 31  | 18 | 2  | 4  | 6  | 10 |
| 1998–1999  | Calgary Hitmen               | WHL        | 70  | 22 | 24  | 46  | 45  | 21 | 11 | 5  | 16 | 28 |
| 1999–2000  | Calgary Hitmen               | WHL        | 62  | 38 | 31  | 69  | 86  | 13 | 14 | 9  | 23 | 20 |
| 2000–2001  | Columbus Blue Jackets        | NHL        | 29  | 4  | 5   | 9   | 4   | —  | —  | —  | —  | —  |
|            | Syracuse Crunch              | AHL        | 47  | 10 | 11  | 21  | 24  | 5  | 2  | 2  | 4  | 4  |
| 2001–2002  | Columbus Blue Jackets        | NHL        | 23  | 2  | 3   | 5   | 4   | —  | —  | —  | —  | —  |
|            | Syracuse Crunch              | AHL        | 47  | 12 | 12  | 24  | 18  | 10 | 2  | 2  | 4  | 2  |
| 2002–2003  | Syracuse Crunch              | AHL        | 19  | 1  | 3   | 4   | 8   | —  | —  | —  | —  | —  |
|            | Chicago Wolves               | AHL        | 18  | 3  | 4   | 7   | 4   | —  | —  | —  | —  | —  |
|            | Manitoba Moose               | AHL        | 33  | 3  | 10  | 13  | 13  | 14 | 1  | 2  | 3  | 16 |
| 2003–2004  | Manitoba Moose               | AHL        | 72  | 4  | 7   | 11  | 21  | —  | —  | —  | —  | —  |
| 2004–2005  | San Antonio Rampage          | AHL        | 54  | 8  | 8   | 16  | 20  | —  | —  | —  | —  | —  |
|            | Laredo Bucks                 | CHL        | 7   | 0  | 4   | 4   | 4   | —  | —  | —  | —  | —  |
| 2005–2006  | Kassel Huskies               | DEL        | 38  | 4  | 11  | 15  | 32  | 5  | 0  | 0  | 0  | 0  |
| NHL totalt | NHL totalt                   | NHL totalt | 52  | 6  | 8   | 14  | 8   | —  | —  | —  | —  | —  |
| AHL totalt | AHL totalt                   | AHL totalt | 290 | 41 | 55  | 96  | 108 | 29 | 5  | 6  | 11 | 22 |
| WHL totalt | WHL totalt                   | WHL totalt | 268 | 93 | 103 | 196 | 201 | 52 | 27 | 18 | 45 | 58 |